# Огурцов, Николай Семёнович

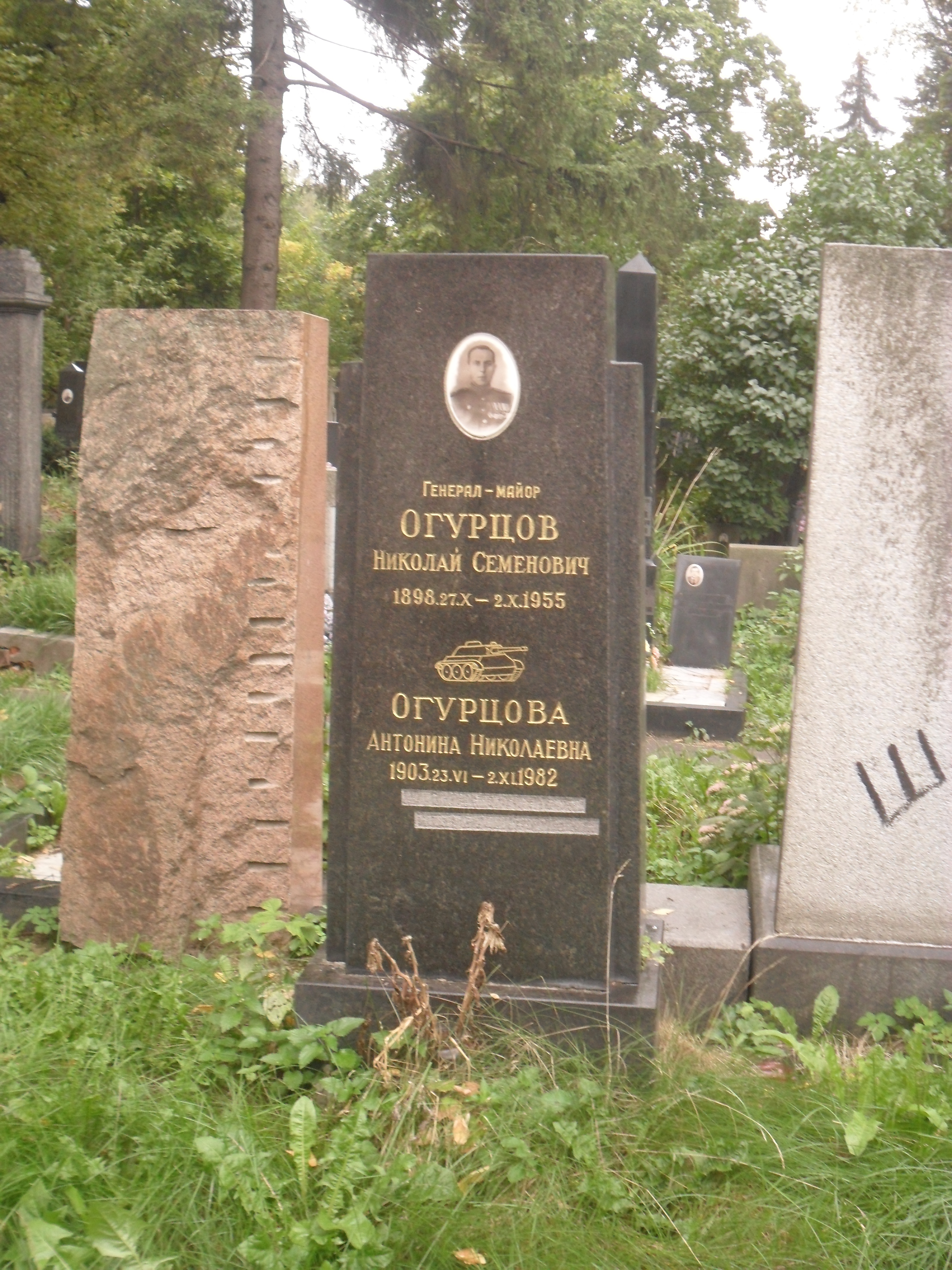
Могила Огурцова на Новодевичьем кладбище Москвы.

Николай Семёнович Огурцов (1898—1955) — генерал-майор Советской Армии.

## Биография
Николай Огурцов родился 27 октября 1898 года.
Окончил 4-классное заводское училище.
С 1913 года работал на заводе масленщиком, слесарем-ремонтником.
С мая 1918 году - в красногвардейском отряде Миньярского завода. Участвовал в боях против атамана Дутова. Самарским ревкомом назначен комендантом Самары. Участвовал в боях с чехословацкими войсками под Сызранью. 
Командовал сводным партизанским отрядомв районе Симского, Миньярского, Аша-Балашевского заводов, вел боевые действия против чехословацких легионеров под Миасским заводом. 
С июня 1919 учился на курсах командного состава РККА. С июля 1920 года - командир 23-го тяжелого гаубичного артиллерийского дивизиона на Южного фронте. Позднее -, инспектор артиллерии Приуральского военного округа.
Учился в Ленинградской военно-технической академии,  затем в академии бронетанковых и мотострелковых войск в Москве.
Участник присоединения Западной Украины и советско-финской войны.
В годы Великой Отечественной войны Огурцов служил начальником кафедры вооружения танков Военной академии бронетанковых и механизированных войск. Лично участвовал в испытаниях новейшей советской танковой техники. 17 ноября 1942 года Огурцову было присвоено звание генерал-майора инженерно-танковой службы.
Скончался 2 октября 1955 года, похоронен на Новодевичьем кладбище Москвы.
Был награждён орденом Ленина, двумя орденами Красного Знамени, орденом Красной Звезды и рядом медалей.